# Go West
Go West је филм из 2005, у режији Ахмеда Имамовића, који говори о рату у Босни и Херцеговини кроз причу о двојици љубавника, Милану (Тарик Филиповић) и Кенану (Марио Дрмаћ), који након избијања рата покушавају побјећи из Сарајева и упутити се на запад.

## Заплет
Прича о двојици хомосексуалаца смештена у планинску провинцију за време рата у Босни.
Пред почетак рата, Кенан, који је Бошњак, и Милан, који је Србин, живе заједно у Сарајеву у тајној геј вези. Када је почео рат, њих двојица покушавају да напусте град, међутим, Кенан мора да се преруши и представља као Милена, Миланова жена, како би безбиједно прошао поред српских војних патрола. Њих двојица затим одлазе у Миланово село, не намјеравајући да ту остану дуго, међутим , Милан је регрутован у војску и мора да остави Кенана самог у селу.
Ово је контроверзна прича о двојици хомосексуалаца који се воле али су заглављени у ратном вртлогу.

## Улоге
| Глумац            | Улога |
| ----------------- | ----- |
| Тарик Филиповић   | Кенан |
| Марио Дрмаћ       | Милан |
| Раде Шербеџија    | Љубо  |
| Мирјана Карановић | Ранка |